# Tvrđava Strač
Tvrđava Strač je naziv fortifikacijskih objekata iz doba Austro-Ugarske u sektoru Trebinje - Bileća, Bosna i Hercegovina. Građeni su od 1910. do 1916. godine, s 
ciljem zaštite Bokokotorskog zaljeva, odnosno i priprema Austrougarske za rat nakon pripajanja Bosne i Hercegovine. Bilo je drugo po veličini austrougarsko vojno utvrđenje u ovoj monarhiji. Austrijanac Konstantin Volker iz Instituta za povijesnu arhitekturu u Grazu istraživao je fortifikacijske objekte u okviru svoje doktorske disertacije.
Objekti su imali ogromne profile željezne konstrukcije od kojih je veliki dio poslije Drugog svjetskog rata u obnovi i izgradnji zemlje s kule skinut i pretopljen. Ovaj fortifikacijski objekt bio je naoružan s dvije haubice kalibra 100 milimetara i dometa 7 kilometara, dva topa za osobnu obranu, te s 24 mitraljeza i 12 reflektora. Na vrhu ovog objekta su četiri čelične kupole, napola zidane a napola gotovo uklesane u kamen. Kupole su teške oko 25 tona, od kojih su dvije bile osmatračnice, a dvije su služile za haubice. One su izvučene "Poršeovim" traktorom, a ne volovskim zapregama kako se mislilo.
Istraživanje je potvrdilo i da su u unutrašnjosti objekta vojnici imali agregat na dizel gorivo, ali i žičaru koja se koristila prilikom gradnje objekta, o čemu svjedoče podaci iz Beča koje će trebati potvrditi.
Danas je veći dio objekta Strača, koji je imao od 50 do 60 prostorija za smještaj vojske, urušen sam od sebe, a jedan dio je još očuvan pa je ono što se vidi najviše ruševina, osim jedne očuvane prostorije s protumitraljeskim štitom.
Austrijski stručnjaci, preračunavajući ondašnje krune u današnju valutu euro, izračunali su da je gradnja ove tvrđave na Straču koštala 60 milijuna eura.
Ovo mjesto ima ogromni turistički potencijal. Problem je što se još ne zna tko je vlasnik Strača – država, grad, neko drugo pravna ili fizička osoba.
Prema odluci Ministarstva kulture BiH tvrđava Strač iznad Trebinja nije zaštićeno kulturno dobro.